# 福全街道
福全街道是中华人民共和国浙江省紹興市柯桥区下辖的一个街道办事处。
2017年7月23日，浙江省人民政府批复同意撤销福全镇建制，其行政区域改由绍兴市柯桥区政府直辖。
2017年8月7日，绍兴市人民政府批复同意在原福全镇行政区域内设立福全街道办事处。

## 行政区划
福全街道下辖以下村级行政区划单位：
金三角社区、大生村、徐山村、尹家坂村、新迪埠村、容山村、福全山村、龙尾山村、信诚村、欣华村、赵建村、峡山村、富强村、五洋村、新对旗山村、协兴村、福庆村、胜利村、梅峰村、兴联村、锦坞村、梅三村和双山村。